# Steinbeck (Klütz)
Steinbeck ist ein Ortsteil der Stadt Klütz in Mecklenburg-Vorpommern. Der Ortsteil liegt nordnordwestlich des Stadtzentrums und grenzt im Norden an die Ostsee. Südöstlich liegt der Boltenhagener Ortsteil Redewisch, südwestlich der Ortsteil Elmenhorst der Gemeinde Kalkhorst.